# The Singles, Volume II: 1960–1963
The Singles, Volume II: 1960–1963 é a segunda coletânea em uma série de discos lançados pela Hip-O Select compilando os singles de James Brown. Esta coletânea contém todos os singles de 7", incluindo relançamentos e singles cancelados. Muitas da canções nesta coleção apresenta vocais de apoio do grupo vocal de Brown, os The Famous Flames.

## Lista de faixas
Disco 1
1. "The Bells" (Billy Ward) - 2:59 - James Brown
2. "And I Do Just What I Want" (James Brown) - 2:26 - James Brown
3. "Hold It" (Clifford Scott, Billy Butler) - 2:12 - James Brown Presents His Band
4. "The Scratch" (James Alston) - 1:47 - James Brown Presents His Band
5. "Bewildered" (Leonard Whitcup, Teddy Powell) - 2:27 - James Brown & The Famous Flames
6. "If You Want Me" (James Brown) - 2:26 - James Brown & the Famous Flames
7. "Suds" (Nathaniel Kendrick) - 2:22 - James Brown Presents His Band
8. "Sticky" (James Brown, J.C. Davis) - 2:46 - James Brown Presents His Band
9. "I Don't Mind" (James Brown) - 2:47 - James Brown & the Famous Flames
10. "Love Don't Love Nobody" (Roy Brown) - 2:08 - James Brown & the Famous Flames
11. "Cross Firing" (James Brown) - 2:25 - James Brown Presents His Band
12. "Night Flying" (James Brown) - 2:18 - James Brown Presents His Band
13. "Baby, You're Right" (Joe Tex, James Brown) - 3:05 - James Brown & the Famous Flames
14. "I'll Never, Never Let You Go" (James Brown) - 2:22 - James Brown & the Famous Flames
15. "I Love You, Yes I Do" (Guy Wood, Edward Seiler, Sol Marcus, Sally Nix, Henry Glover) - 2:49 - James Brown & the Famous Flames
16. "Just You and Me, Darling" (James Brown) - 2:49 - James Brown & the Famous Flames
17. "Lost Someone" (James Brown, Eugene Stallworth, Bobby Byrd) - 3:08 - James Brown & the Famous Flames
18. "Night Train" (Oscar Washington, Lewis Simpkins, Jimmy Forrest) - 3:33 - James Brown & the Famous Flames
19. "Why Does Everything Happen to Me" (James Brown) - 2:11 - James Brown & the Famous Flames
20. "Bewildered" (Demo) (Leonard Whitcup, Teddy Powell) - 2:54 - James Brown & the Famous Flames

Disco 2
1. "Shout and Shimmy" (James Brown) - 2:52 - James Brown & the Famous Flames
2. "Come Over Here" (James Brown) - 2:46 - James Brown & the Famous Flames
3. "Mashed Potatoes U.S.A." (James Brown) - 2:54 - James Brown & the Famous Flames
4. "You Don't Have To Go" (James Brown) - 2:50 - James Brown & the Famous Flames
5. "(Can You) Feel It-Part 1" (James Brown) - 2:59 - James Brown Presents His Band
6. "(Can You) Feel It-Part 2" (James Brown) - 2:38 - James Brown Presents His Band
7. "Three Hearts in a Tangle" (R.S. Pennington, Sonny Thompson) - 2:55 - James Brown & the Famous Flames
8. "I've Got Money" (James Brown) - 2:32 - James Brown & the Famous Flames
9. "Like a Baby" (Jesse Stone) - 2:54 - James Brown & the Famous Flames
10. "Every Beat of My Heart" (Johnny Otis) - 3:46 - James Brown & the Famous Flames
11. "Prisoner of Love" (Leo Robin, Clarence Gaskill, Russ Columbo) - 2:29 - James Brown & the Famous Flames
12. "Choo-Choo" (James Brown) - 2:55 - James Brown & the Famous Flames
13. "These Foolish Things" (Holt Marvell, Jack Strachey, Harry Link) - 2:56 - James Brown & the Famous Flames
14. "(Can You) Feel It-Part 1" (James Brown) - 2:59 - James Brown Presents His Band
15. "Devil's Den-Part 1" (James Brown) - 2:40 - The Poets
16. "Devil's Den-Part 2" (James Brown) - 2:34 - The Poets
17. "Signed, Sealed, and Delivered" (Cowboy Copas, Syd Nathan) - 2:51 - James Brown & the Famous Flames
18. "Waiting in Vain" (Ivory Joe Hunter) - 2:48 - James Brown & the Famous Flames
19. "Oh Baby Don't You Weep-Part 1" (James Brown) - 2:58 - James Brown & the Famous Flames
20. "Oh Baby Don't You Weep-Part 2" (James Brown) - 3:03 - James Brown & the Famous Flames